# Tiszasasi Láp-legelő
Tiszasasi Láp-legelő este o arie protejată (arie specială de conservare — SAC, sit de importanță comunitară — SCI) din Ungaria întinsă pe o suprafață de 155,37 ha, integral pe uscat.

## Localizare
Centrul sitului Tiszasasi Láp-legelő este situat la coordonatele 46°49′47″N 20°03′35″E / 46.829722°N 20.059722°E.

## Înființare
Situl Tiszasasi Láp-legelő a fost declarat sit de importanță comunitară în mai 2004 pentru a proteja 1 specie de plante și 2 specii de animale. Situl a fost protejat și ca arie specială de conservare în februarie 2010.

## Biodiversitate
Situată în ecoregiunea panonică, aria protejată conține 5 habitate naturale: Stepe și mlaștini sărate panonice, Pajiști stepice panonice pe loess, Râuri cu maluri nămoloase cu vegetație de Chenopodion rubri p.p. și Bidention p.p., Pajiști aluvionare inundabile, de Cnidion dubii, Liziere de ierburi înalte hidrofile de câmpie și de nivel montan până la alpin.
La baza desemnării sitului se află mai multe specii protejate:
- plante (1): Cirsium brachycephalum
- amfibieni (2): buhai de baltă cu burta roșie (Bombina bombina), triton cu creastă dobrogean (Triturus dobrogicus)